# Peter van Merksteijn, Jr.
Peter van Merksteijn Jr., né le 1er septembre 1982 à Hengelo, est un pilote de rallye néerlandais. Il est le fils de Peter van Merksteijn Sr.

## Biographie

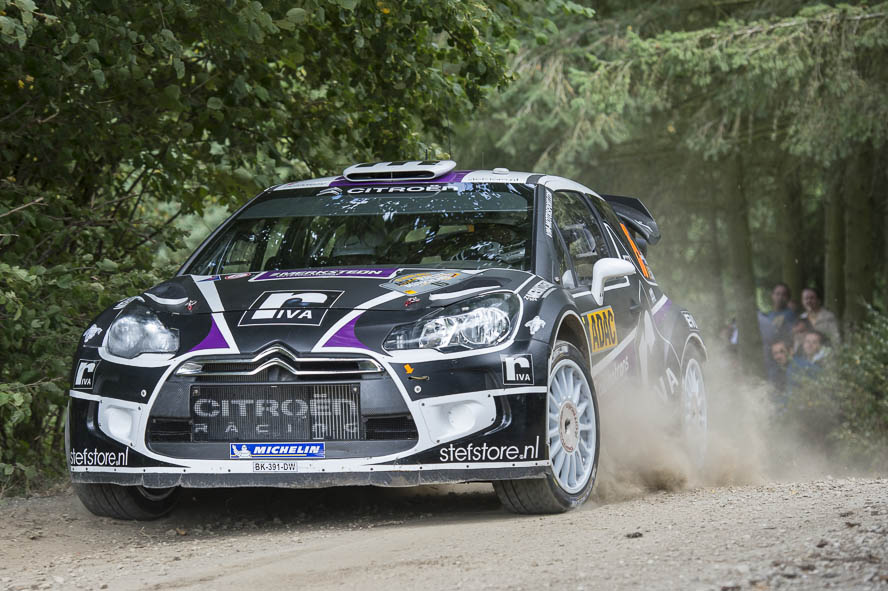
Peter van Merksteijn Jr au Rallye d'Allemagne 2012

- Peter van Merksteijn Jr. est un pilote de rallyes néerlandais qui commence sa carrière en 2006 dans un rallye régional.
- En 2007 il commence le WRC au volant d'une Mitsubishi Lancer Evo IX sur 3 rallyes.
- Il fit quelques apparitions entre 2008 à 2010 en WRC sur une Ford Focus WRC son meilleur résultat était 17e.
- Puis en 2011 il fait presque tous les rallyes de la saison sur une Citroën DS3 WRC avec sa "team" Van Merksteijn Motorsport (en) avec son meilleur résultat à ce jour en WRC avec une 9e place au Rallye d'Allemagne 2011.
- En 2012 il fait sa dernière petite saison en WRC avec 3 rallyes toujours sur une Citroën DS3 WRC.
- Après 2013 il n'a toujours pas fait de rallyes. 

### Victoires en Rallye
| # | Saison | Rallye                                   | Pays     | Copilote         | Voiture        |
| - | ------ | ---------------------------------------- | -------- | ---------------- | -------------- |
| 1 | 2011   | Unica Schutte ICT Hellendoorn Rally 2011 | Pays-Bas | Michiel Poel     | Citroën C4 WRC |
| 2 | 2012   | Unica Schutte ICT Hellendoorn Rally 2012 | Pays-Bas | Eddy Chevaillier | Citroën C4 WRC |
| 3 | 2012   | Conrad Euregio Rally 2012                | Pays-Bas | Eddy Chevaillier | Citroën C4 WRC |